# Silvana Vieira
Silvana Vieira (1973) es una botánica, taxónoma, curadora, geobotánica, y profesora brasileña.

## Biografía
En 1995, obtuvo el diploma de ciencias biológicas por la Universidad Federal de Santa Catarina. En 2001, guiada por la Dra. Maria das Graças Lapa Wanderley (1947) completó su maestría en biología, por la Universidad de São Paulo, defendiendo la tesis O gênero Calathea (Marantaceae) no estado de São Paulo. Posteriormente, en 2005, obtuvo el Ph.D. en ciencias naturales (énfasis en botánica) por la misma casa de estudios.
Desde 1971, desarrolla actividades académicas y científicas, como profesora e investigadora científica en el Instituto de Botánica, de la Universidad de São Paulo. Sus líneas de investigación durante el posgrado, fueron florística, taxonomía y filogenia de la familia Marantaceae. Actualmente trabaja como consultora botánica, traductora de artículos científicos de portugués al inglés y como profesora universitario.
En el periodo entre 2006 a 2009, realizó el posdoctorado en fitoquímica y sistemática molecular, por la misma casa de altos estudios, con una beca del Consejo Nacional de Desarrollo Científico y Tecnológico.
Es autora en la identificación y nombramiento de nuevas especies para la ciencia, a abril de 2015, de siete nuevos registros de especies, especialmente de la familia Marantaceae, y en especial del género Maranta (véase más abajo el vínculo a IPNI).

## Algunas publicaciones
- VIEIRA, S.; MAAS, P. J. M.; BORCHSENIUS, F. 2012. Taxonomic Revision of Myrosma (Marantaceae). Blumea (Leiden) 57: 125-130

- VIEIRA, S.; SOUZA, V. C. 2008. Four new species of Maranta L. (Marantaceae) from Brazil. Botanical Journal of the Linnean Society 158: 131-139

- VIEIRA, S.; WANDERLEY, M. G. L. 2002. Nova espécie de Calathea G.Mey. (Marantaceae) para o Brasil. Hoehnea (São Paulo), São Paulo 29 (2): 115-118

- CASTELLANI, T. T.; CAUS, C. A.; VIEIRA, S. 1999. Fenologia de uma comunidade de duna frontal no sul do Brasil. Acta Botanica Brasilica, São Paulo 13 (1): 99-114

- CASTELLANI, T. T.; VIEIRA, S.; SCHERER, K. Z. 1996. Contribuição ao conhecimento da distribuição espacial de Paepalanthus polyanthus (Bong.) Kunth (Eriocaulaceae) em áreas de baixada úmida de dunas. Acta Botanica Brasilica, São Paulo 10 (1): 25-36

## Capítulos de libros
- VIEIRA, S.; FORZZA, R. C.; WANDERLEY, M. G. L. 2012. Marantaceae. In: M.G.L. Wanderley, G.J. Shepherd, T.S. Melhem, A.M.Giulietti, S.E. Martins (orgs.) Flora Fanerogâmica do Estado de São Paulo. 1.ª ed. São Paulo: Fapesp, v. 7, p. 7-380.

- BRAGA, J.M.A.; VIEIRA, S. 2006. Marantaceae. In: Barbosa, M.R.V.; Sothers, C.; Mayo, S., Gamarra-Rojas, C.F.L. & Mesquita, A.C. (orgs.) Checklist das Plantas do Nordeste Brasileiro. 1.ª ed. Brasília: Ministério da Ciência e Tecnologia, p. 1-156.

## Membresías
- Sociedad Botánica de Brasil[4]

## Premios
- 2009: Prance Fellowship in Neotropical Botany, Royal Botanic Gardens, Kew.
- 2002: IAPT Grants in Plant Systematics, International Association in Plant Taxonomy.

- Portal:Biografías. Contenido relacionado con Botánica.
- Portal:Biología. Contenido relacionado con Taxonomía.